# Puente de Incheon
El Puente de Incheon (인천대교?, Incheon-daegyoRR), también llamado Gran Puente de Incheon, es un puente atirantado de hormigón situado en Corea del Sur. Tras su apertura el 19 de octubre de 2009, se convirtió en la segunda conexión entre la isla Yeongjong y el territorio continental. Es el puente atirantado más largo de Corea del Sur y el 14º puente más largo del mundo. Su objetivo principal es proporcionar acceso directo entre Songdo y el Aeropuerto Internacional de Incheon, reduciendo el tiempo de viaje entre estos en hasta una hora.
La sección del puente que cruza el mar, cuya concesionaria es Incheon Bridge Corporation, está financiada por el sector privado. El proyecto fue administrado por la Korea Expressway Corporation y el Ministerio de Tierra, Transporte y Asuntos Marítimos.

## Construcción
El principal contratista de diseño y construcción fue Samsung C&T Corporation. Otros contratistas adicionales que contribuyeron a la construcción del puente fueron SK Engineering and Construction Co. Ltd, AMEC, Halcrow, Dasan Consultants, y Arup. El coste total de la construcción superó los $1400 millones (1,25 billones de KRW).
Los 21,38 km de autopista del proyecto se componen de secciones construidas por el gobierno en los tres extremos y una sección de 12,34 km en el centro construida con capital privado. El puente tiene 18,38 km de longitud. El puente tiene una sección atirantada sobre la principal ruta marítima al puerto de Incheon. Esta fue la parte más difícil de construir, con una torre principal de 230,5 m de altura, 74 m de altura sobre el agua y cinco vanos: un vano central de 800 m flanqueado a cada lado por vanos de 260 m y 80 m. A cada lado de la sección central hay vanos de aproximación que se componen de una serie de vanos de 150 m. Dos viaductos más bajos, que se componen de vanos de 50 m, conectan cada lado del puente con la tierra.

## Diseño
Debido a que el puente está situado en una región sísmicamente activa, la subestructura tiene un diseño resistente a terremotos.
La plataforma, compuesta de acero y hormigón, tiene 33,4 m de ancho y seis carriles de tráfico a 74 m por encima de la principal ruta marítima del puerto de Incheon. Conecta el nuevo Aeropuerto Internacional de Incheon en la isla Yeongjong con el distrito financiero de Songdo y los distritos metropolitanos de Seúl. La altura de las torres principales en Y invertida es de 230,5 m. Un vano de aproximación de 1,8 km y un viaducto de 8,7 km completan el puente, ambos construidos con placas de hormigón pretensado prefabricado. Los cimientos consisten en pilotes de 3 m de diámetro. Para permitir el movimiento entre las plataformas del puente, tiene juntas de dilatación que pesan hasta 50 toneladas cada una, diseñadas por la firma internacional de ingeniería civil mageba.

## Galería de imágenes

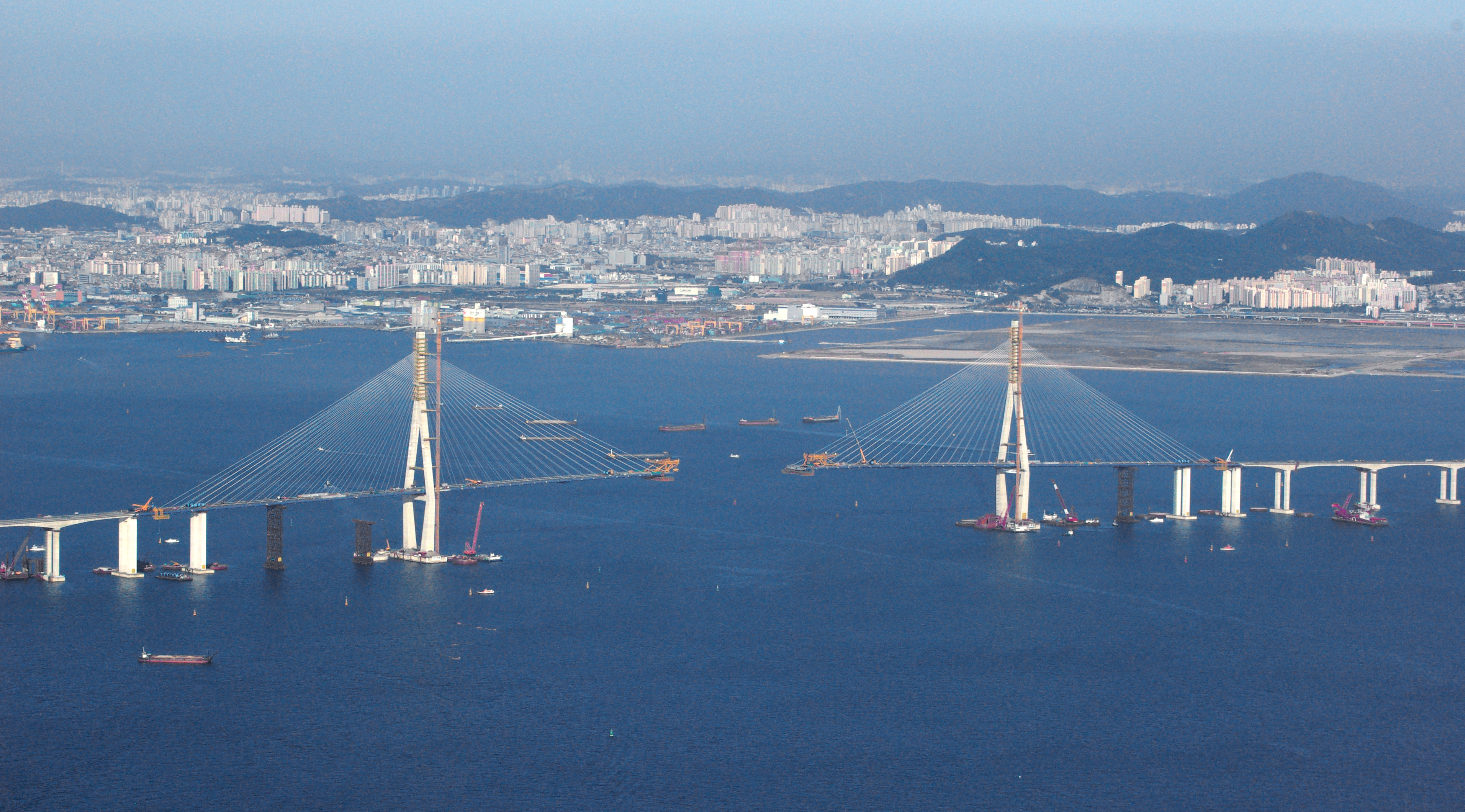
El Puente de Incheon en construcción
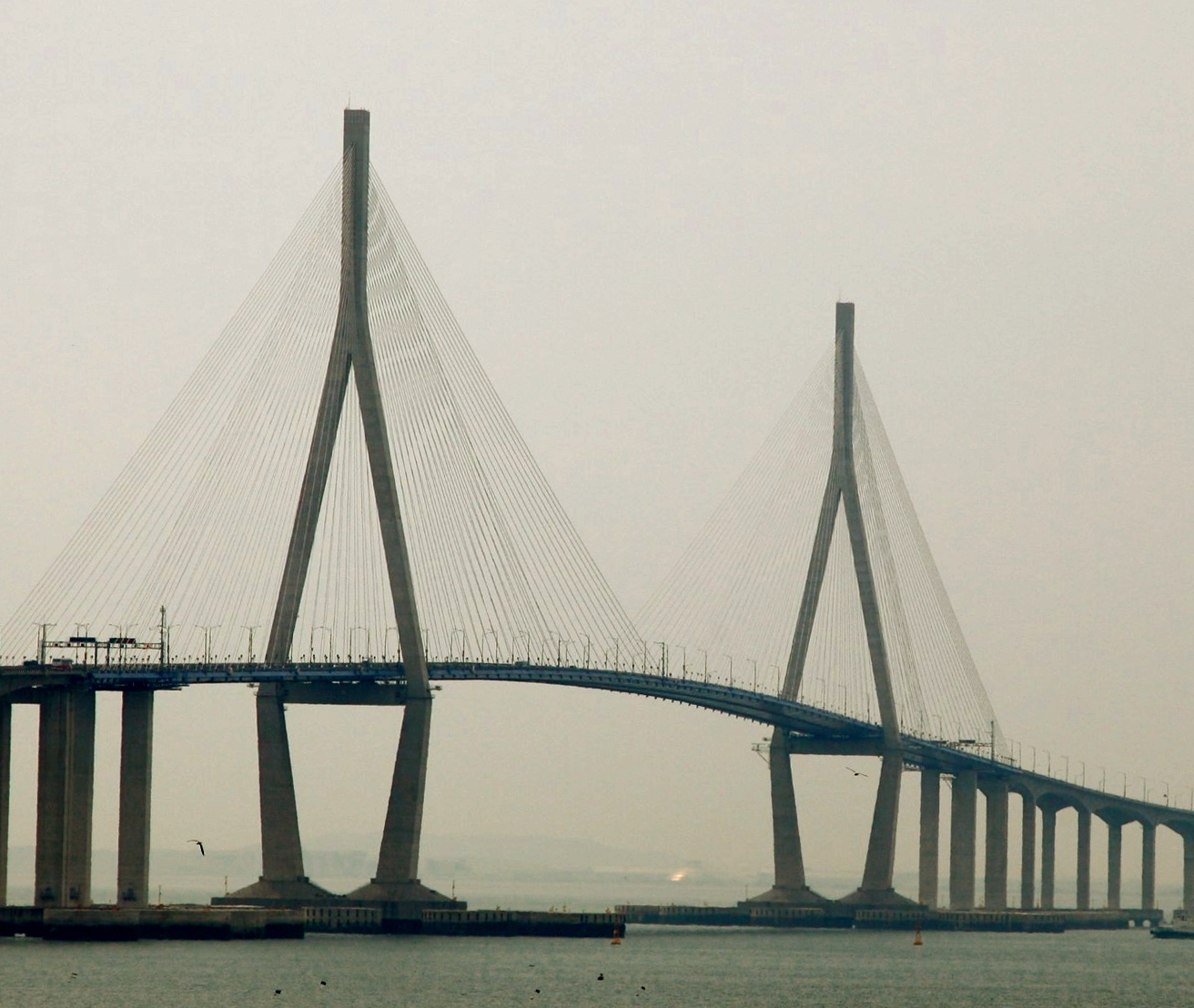
La sección atirantada
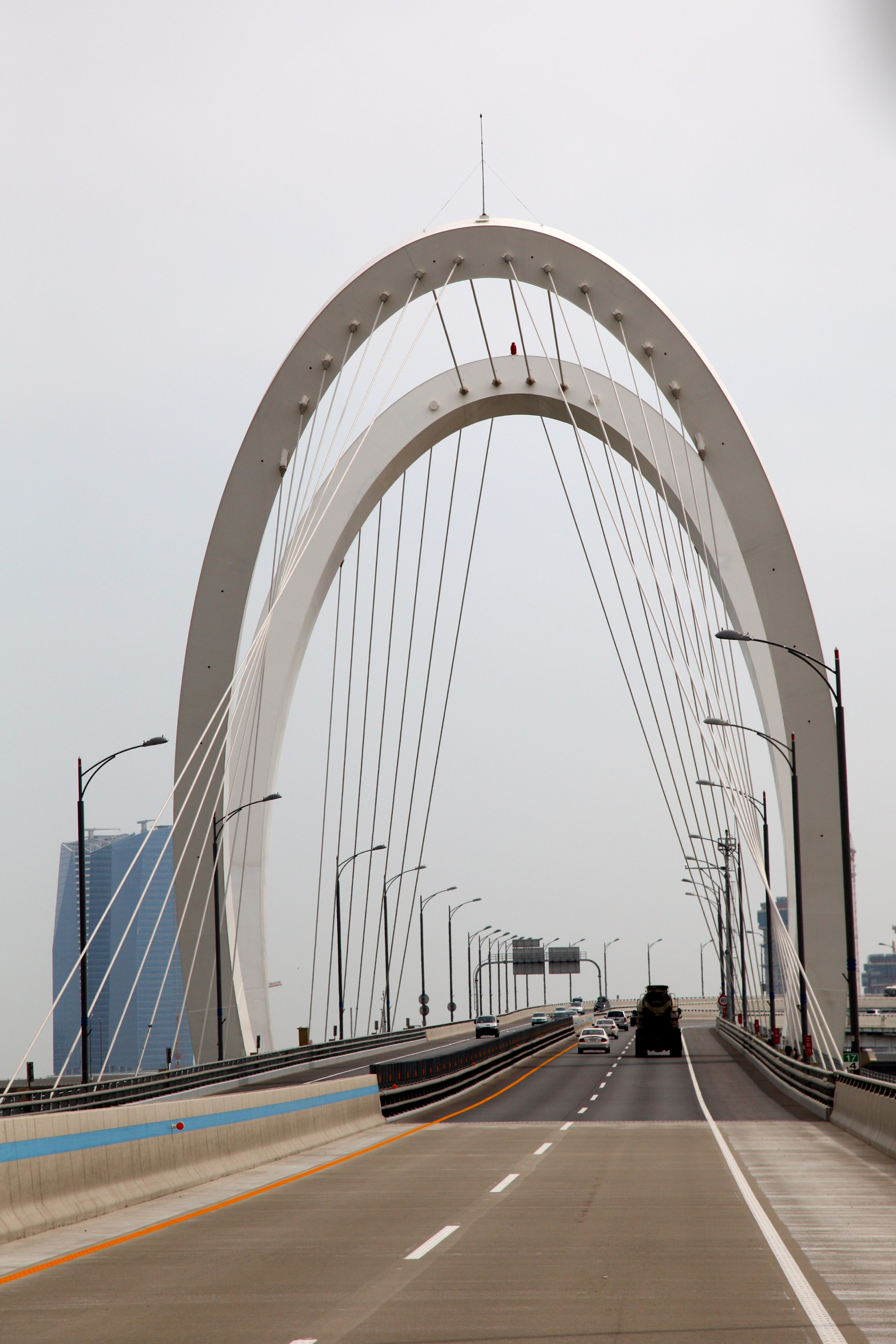
Vista desde la carretera
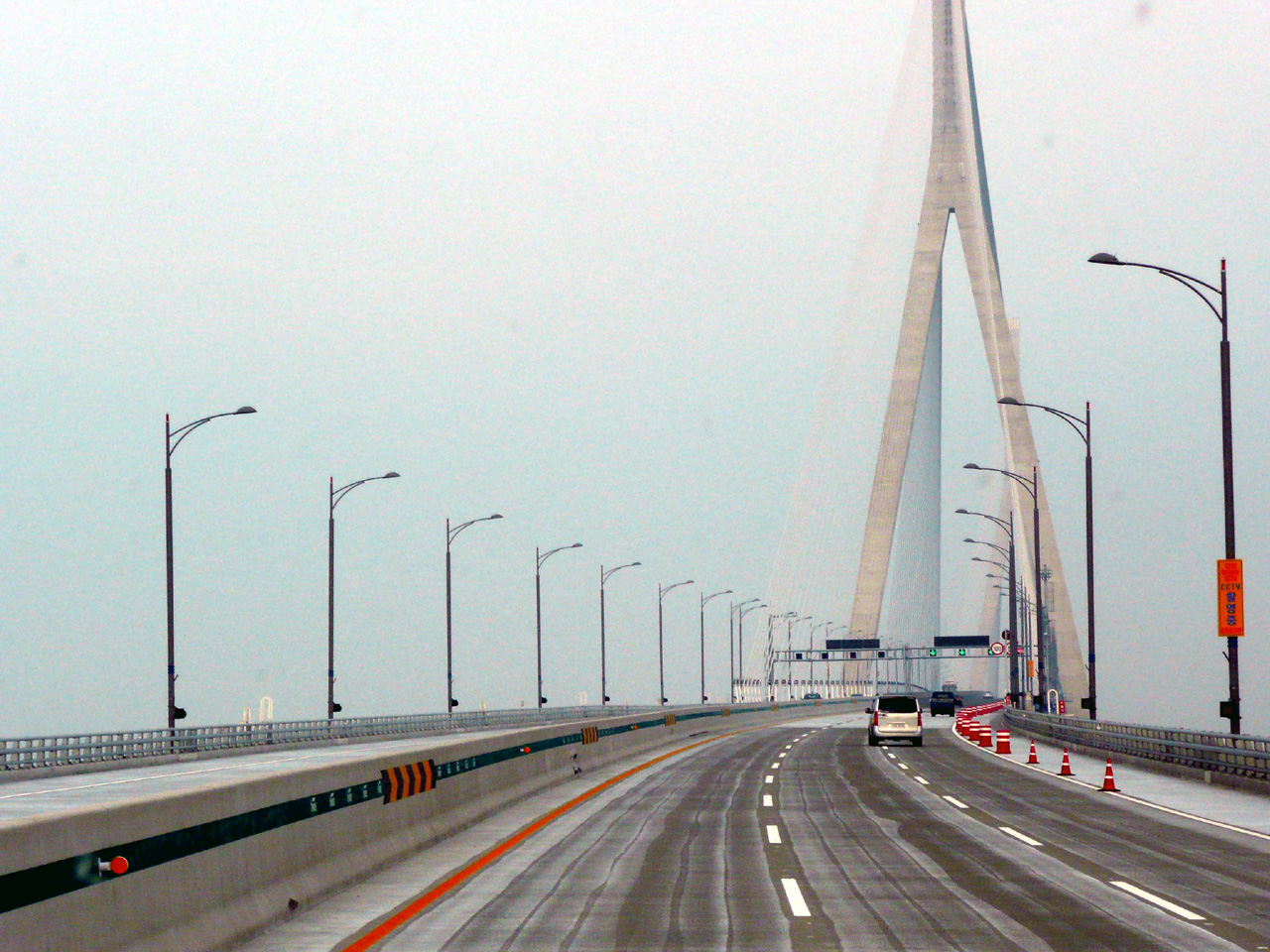
Vista desde la carretera
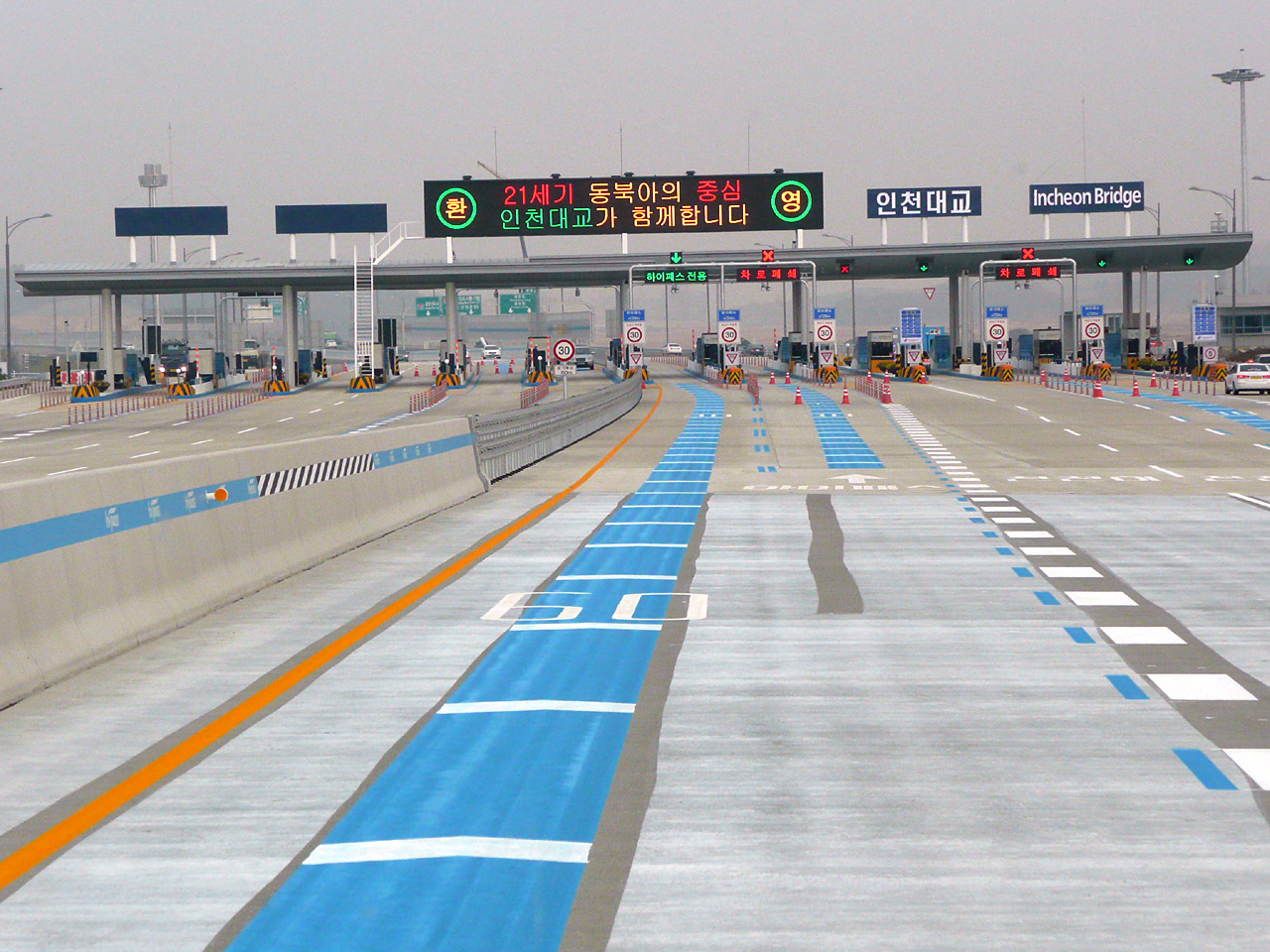
La caseta de peaje